# Paris qui dort
Paris qui dort és una pel·lícula muda francesa de ciència-ficció del director René Clair estrenada l'any 1924, i una de les primeres manifestacions cinematogràfiques d'aquest gènere. Aquesta pel·lícula pertany a l'avantguarda cinematogràfica coneguda com cinema figuratiu. La pel·lícula també es coneix amb altres noms com At 3.25 o The Crazy Ray als Estats Units.

## Sinopsi
Després de treballar tota la nit, el guarda nocturn de la Torre Eiffel recorre els carrers de París per a trobar-se que totes les formes de vida de la ciutat han quedat paralitzades per un raig inventat per un científic. Més tard, el guarda troba a un grup de viatgers que han arribat aquest matí de Marsella amb avió, les úniques persones a part d'ell que segueixen en moviment, i junts exploren la ciutat a la recerca de més persones que, a l'igual d'ells, hagin quedat exempts d'aquesta paralització.

## Producció
La idea de la pel·lícula se li va ocórrer al propi René Clair en 1922, i va ser filmada en tan sols 22 dies l'estiu següent (1923). El projecte el va finançar Henri Diamant-Berger, que va posar a la disposició de Clair un equip artístic i tècnic, però pocs recursos.
Encara que no se'l sol associar amb aquesta pel·lícula, hi ha evidències que Claude Autant-Lara, que es convertiria més tard en un important director de cinema a França, va participar com a assistent de direcció en aquesta pel·lícula.

## Estrena i versions
Després del rodatge i una vegada muntada, la pel·lícula no va aconseguir distribuïdor, per la qual cosa Clair no va poder estrenar-la immediatament. No obstant això, l'èxit de la seva pel·lícula Entr'acte en 1924 li va permetre, finalment, estrenar Paris qui dort per mitjà de l'Agence Générale Cinématographique i sota el nom Le Rayon diabolique. Aquesta primera estrena a França va ser d'una versió més curta de la pel·lícula, amb un metratge de 1480 metres. Poc després, Astor Films va distribuir a Anglaterra una versió més llarga, amb un metratge de 1677 metres. Totes dues versions van ser aclamades per la crítica i el públic, però criticades pel mateix René Clair, que va acabar muntant la pel·lícula una altra vegada en 1971, donant lloc a una versió definitiva de 35 minuts.

## Repartiment
- Henri Rollan com Albert
- Charles Martinelli com El científic
- Louis Pré Fils com El detectiu
- Albert Préjean com El pilot
- Madeleine Rodrigue com Hesta, la passatgera de l'avió
- Myla Seller com La neboda / filla del científic
- Antoine Stacquet com l'homre ric
- Marcel Vallée com El lladre

## Anàlisi
Malgrat ser una de les primeres mostres de ciència-ficció al cinema, no genera en l'espectadora por o tensió. La pel·lícula és una celebració de la ciutat com a ens individual, de la sensació de llibertat absoluta. A més, fa una parenceria de la tecnologia més nova de l'època: l'avió i l'automòbil eren llavors símbols de modernitat i avançament i la Torre Eiffel representava el progrés i el geni francès. La pel·lícula és, al cap i a la fi, part d'una avantguarda cinematogràfica, l'objectiu essencial de la qual és ser una mostra constant de progrés.
Més enllà d'una oda a la ciutat de París i al progrés i un relat de ciència-ficció, ·París qui dort" és una reflexió sobre la llibertat de l'ésser humà. Quan els personatges es veuen en una ciutat que es troba a la seva disposició, tenen diverses opcions. Podrien acudir a les autoritats o intentar descobrir les causes del que ha ocorregut. No obstant això, decideixen abusar del seu poder per a fer el que vulguin a París, ja que el raig paralitzador fa que no hagin de respondre a la llei.

## Crítiques i llegat
Encara que no es conserven crítiques contemporànies a l'estrena de la pel·lícula, el llegat de Paris qui dort es pot observar en nombroses crítiques més recents. Jonathan Rosenbaum, del Chicago Reader, considera la pel·lícula «un de les fites del cinema mut francès». James Travers escriu a FrenchFilms.org que es tracta d'una pel·lícula «molt avançada als seus temps en termes de tècnica fotogràfica i actuacions còmiques» que a més «aconsegueix fer algunes afirmacions vàlides sobre la naturalesa humana». Tim Brayton, a Alternate Ending, considera Paris qui dort «un exemple pristí de realisme poètic abans que existís el realisme poètic».